# Bouvardia multiflora
Bouvardia multiflora är en måreväxtart som först beskrevs av Antonio José Cavanilles, och fick sitt nu gällande namn av Schult.. Bouvardia multiflora ingår i släktet Bouvardia och familjen måreväxter. Inga underarter finns listade i Catalogue of Life.